# Технологија Првог светског рата
Први светски рат је изазвао више смрти и разарања него било који рат вођен пре њега. По први пут употребљена су нека од модерних оружја чије ће се савршенство показати у Другом светском рату. Рат је допринео индустријској револуцији, па се фабрике брзо оријентишу на масовну производњу новог наоружања за војску на фронтовима. Мали спорови пре рата су коришћени као пробе пред оно што је уследило у Првом светском рату.
Ту су пре свега митраљези, подморнице, тенкови, бојни отрови, бацачи пламена. Број жртава се повећавао. А предност у рату је имала она страна која је више користила моћ технологије.

## Увод
Модерна технологија и индустријски капацитети комбиновани са Првим светским ратом су успели да створе нека од најмоћнијих оружја икада виђених у ратовању. Тенкови, митраљези, бацачи пламена, авиони и подморнице су тестирани и доказани у биткама. На пример, по први пут су се у Првом светском рату авиони спуштали на брод усред мора, по први пут је торпедован неки брод. Сва ова оружја су усавршена током Другог светског рата. Коначно су генерали видели предности које модерно оружје има у поређењу са бројношћу живе силе. Дискутабилно је да ли је рат добила страна која је била технолошки напреднија, зато је с правом ово рат без победника.

## Митраљези
„Сигурно да нема оружја које је више изменило уметност ратовања, као што су то учинили митраљези.“
Њутн Д. Бејкер – министар рата у влади САД за време Првог светског рата
Митраљези су оружја која су прављена за масовно убијање. За разлику од обичног наоружања које је могло да испаљује по један метак у тренутку и чији је домет био око 1500 метара, митраљези су могли да испаљују 500 метака у минуту у кругу. Француски 37mm митраљез, модел 1916, је имао домет од око 2200 m. Пре рата, већина стратега је занемарила моћ коју ово оружје може имати за време битака. Више се рачунало на људску снагу. Очекивао се рат прса у прса, а резултат је био потпуно другачији. Митраљези су уништили сваку могућност појединачног херојства у биткама.
Британци су на почетку рата имали план да сваки батаљон добије по два митраљеза. Како је рат одмицао, та бројка се попела на 32 митраљеза по батаљону. Убитачност митраљеза видела се у бици за Луз. Када су се Британци примакли на око 500 метара од немачких ровова, Немци су на њих отворили митраљеску ватру. Тада је погинуло на хиљаде британских војника (у току саме битке погинуло је 50.000 Британаца). Захваљујући овом оружју, Немци су распршили савезничка надања да ће рат брзо бити завршен. Људи су олако губили животе и постајали митраљеска храна на фронтовима.

## Отровни гасови
Употреба отровних гасова је била забрањена Хашком конвенцијом из 1899. године и 1907. године. Ипак Немци у немогућности да артиљеријом и нападима у таласима војника са митраљезима пробију Западни фронт, 22. априла 1915. године убацују у рат ново оружје.
Тог дана је немачки авион прелетео изнад ничије земље на фронту. Избацио је мали канистер жућкасто-зелене течности. Течност се претворила у облак који се споро кретао ка француским трупама близу белгијског града Ипра. Када је облак стигао до њих, војници су закључили да се ради о облаку отровног гаса. Последице су биле страшне. Војници су умирали у најтежим мукама. Гас им је кроз респираторне системе долазио до свих органа. Многи су умрли, а некима су остале трајне последице од тровања гасом, на нервном систему. Тај дан Немци нису искористили празнину од 6 km на фронту.
Убрзо су обе стране развиле посебне маске, али и посебне гасове за уништавање живе силе непријатеља. Иперит је један од гасова који се користио у рату. Назив је добио по граду Ипру, где је по први пут искоришћен, поред њега коришћен је и фосген. Фосген је уништавао плућа и очи војника. По неколико дана гасови би остајали на фронтовима.
Око 800.000 војника погинуло је услед дејства отровних гасова на фронтовима. Велики број преживелих од отровних гасова је имао трајне последице. Многима је био оштећен нервни систем, а многима респираторни системи. Отровни гасови су били симболи смрти храбрих војника.

## Бацачи пламена
Када су војници почели да успешно прелазе ничију земљу на фронтовима и улазе у непријатељске ровове, схватили су да им треба ново оружје.
Развијени су бацачи пламена кратког домета који су у налетима избацивали запаљиву смесу гаса и уља. Били су преносиви, и војници су количине ове смесе носили на леђима. Бацачи пламена могли су да спале све живо у рововима. Након што су Немци увели ово оружје у рат, скоро свака зараћена земља направила је своју верзију бацача пламена. Француски бацач пламена, Шилт (назван по конструктору), избацивао је од 8 до 10 блескова пламена у кругу од 30 метара, или један јак пламен на 100 метара.
Немци су користили 69 бацача пламена у бици за Верден. Укупно за време рата било је 653 напада бацачима пламена. Српска и француска војска при пробоју Солунског фронта у бици на Добром пољу искористиле су бацаче пламена да би поразиле бугарску војску. Права снага овог оружја развијена је за време Другог светског рата.

## Тенкови
Још 1907. године неколико инжењера је развило први прототип тенка. Али тек 1915. године Британци крећу са масовном производњом првог тенка Марк 1, познатијега међу војницима као „Велики Вили“, улази на бојно поље 15. септембра 1916. године. Око 6 метара дуг и 28 тона тежак, тенк је захтевао посаду од 8 чланова да маневришу њиме. Од 32 тенка који су кренули у борбу, 9 их је тада стигло до циља и успело да зароби 300 немачких војника и заузме село Флерс у Фландрији.
Ипак први тенкови се нису показали као офанзивно оружје, како је то замислио њихов творац Ернст Д. Свинтон. Тек се прототип тенка Марк 4 показао погодним за офанзивне нападе. 20. новембра 1917. године 400 тенкова типа Марк 4 брзо су напредовали кроз ничију земљу ка Камбреу. Како је Хинденбург касније признао, битка код Камбреа показала је Немцима тенковску надмоћ. Пробијали су се кроз барикаде и неоштећени шокирали Немце. Тек 1918. године, Немци почињу да користе тенкове. Касно, али већ тада тенкови су обећавали да ће постати неизоставни део модерног ратовања.

## Авиони и ратовање у ваздуху
Годинама рата, армије су остале укопане у положајима на фронтовима који су се пружали на стотине километара. Моћна оружја као што су митраљези и отровни гасови, онемогућила су појаву појединачних хероја. Али у ваздуху, пилоти новоконструисаних бомбардера и ловаца постали су главни хероји рата.
Када је рат започео, авијација није била напредна. Најчешће су се користили балони за осматрање непријатељских положаја и бацање порука. Немци су дан након својих првих напада на Лијеж почели да бацају бомбе из цепелина 1914. године. Ово је означено као почетак ратовања из ваздуха.
На почетку рата, Французи су имали 120 авиона, Британци 113, а Немци више од 200, али нису сви авиони били ратног типа. Међутим, пилоти су убрзо схватили да авионе могу да користе у ратовању. Неки авиони су имали посаду од два члана за обарање непријатељских авиона. Убрзо су из авиона бацане и бомбе. Париз је 30. августа 1914. постао једна од првих мета бомбардовања из ваздуха.
Дана 5. октобра 1914. године, француски пилот Јозеф Франц и његов нишанџија Луис Квенолт, извршили су први напад на немачки авион, и том приликом су оборили авион и убили пилота и његовог сапутника. Један од првих хероја у ваздуху је постао Адолф Пежод, обарајући 6 немачких авиона 1916. године. Француски пилот Роланд Гарос, измислио је нови начин пуцања из митраљеза између пропелера, јануара 1915. године. Након што је авион опремљен оваквим начином пуцања, Гарос је заробљен од стране Немаца. Успео је да побегне 1918. године из заробљеништва.
Нације су славиле пилоте који су оборили најмање 5 непријатељских авиона. Француски пилот Рене Фонк, оборио је 75 авиона за време рата, његов друг Жорж-Мари Гајнемер је оборио 53 авиона. Али немачки пилот Манфред вон Рихтхофен, познатији као Црвени Барон, је оборио највише авиона за време рата, 80.

## Подморнице
На почетку Првог светског рата, ударну снагу на морима су представљали огромни бродови. Британци су убрзо успели да блокирају све немачке луке, како Немци не би добијали своје залихе намирница. Да би се извукли из ове ситуације, Немци су схватили предност подморница и почели су да их масовније користе и праве како би пробијали британске блокаде. Прве подморнице у рат убацују 1915. године. Биле су 5 – 6 метара дугачке и носиле су четири торпеда. Подморнице су постале одлично офанзивно оруђе у рату. Само у 1915. години, Немци су уништили 396 бродова, скоро двоструко више него што су то учинили други бродови или подводне мине. При једном оваквом нападу, Немци су уништили амерички брод РМС Лузитанија, и том приликом је погинуло око 1000 путника, укључујући и 128 Американаца. Ово је био повод да САД уђу у рат.
Након овога, у периоду од годину и по дана, Немци су престали са коришћењем подморница, али су 1917. године схватили да ће без употребе овог оружја убрзо изгубити рат. У фебруару 1917. године, Немци поново започињу забрањено ратовање подморницама. Само у 1917. години, Савезници су имали 2439 бродова насуканих од стране подморница. Савезнички бродови су били очајни у покушају да зауставе нападе подморница.
Коначно, савезници су почели са слањем великих конвоја бродова заједно. Тешки бродови заштићени трговачким бродовима око њих су врло лако могли да нападну било коју подморницу која би покушала да их нападне. Од 88 000 бродова који су тада пролазили океанима, само 436 их је уништено. Конвоји бродова су успели у заустављању напада подморница на њих и помогли су савезницима да добију рат.